# تیم ملی بسکتبال مردان پرو
تیم ملی بسکتبال پرو نماینده پرو در مسابقات بین‌المللی است.